# Kurdistan
Kurdistan ali Veliki Kurdistan, antični Corduene,) je grobo definirana geografsko kulturna pokrajina, kjer Kurdi oblikujejo večinsko prebivalstvo,, ozemlje, kjer imajo njihova kultura, jezik in narodna identiteta svojo zgodovinsko osnovo.
Sodobno poimenovanje Kurdistana se nanaša na štiri dele velikega Kurdistana, v katerega so vključeni deli jugovzhodne Turčije (Severni Kurdistan), severne Sirije (Rojava ali Zahodni Kurdistan), severnega Iraka (Južni Kurdistan) in zahodnega Irana (Vzhodni Kurdistan). Nekatere kurdske organizacije si prizadevajo ustvariti neodvisno državo Kurdistan, sestavljeno iz nekaterih ali iz vseh ozemelj, koder Kurdi predstavljajo večinsko prebivalstvo, medtem ko druge težijo k večji avtonomiji Kurdov znotraj meja že obstoječih držav.
Iraški Kurdistan je prvi dobil avtonomijo leta 1970 s sporazumom s takratno iraško vlado, njegov status je bil potrjen kot avtonomna entiteta znotraj zvezne iraške republike v letu 2005. V Iranu se nahaja provinca Kurdistan, ki pa nima lastne vlade. Kurdi v Siriji, razdeljeni v treh kantonih ob meji s Turčijo: Efrîn, Kobanê in Cizîr, so med državljansko vojno, ki poteka od pomladi 2011, uspeli prevzeti nadzor nad večjim delom ozemelj svojih kantonov ter vzpostavili lastno vlado; nekateri kličejo po avtonomiji v demokratični Siriji, drugi upajo na ustanovitev neodvisnega Kurdistana.
Kurdi v Turčiji se borijo za svoje pravice vse od razpada Otomanskega imperija, ko je njihovo ozemlje pripadlo Turčiji. Med krvavo zadušenimi kurdskimi vstajami v 20. in 30. letih 20. stoletja je turška oblast regijo razglasila za zaprto vojaško območje (med letoma 1925 in 1965). Uporaba kurdskega jezika je bila nezakonita, besede Kurdi in Kurdistan izbrisane iz slovarjev in zgodovinskih knjig, samo prebivalstvo pa imenovano za gorske Turke. Leta 1983 so bile številne turške province podvržene vojnemu pravu kot odgovor na aktivnosti vojaško politične Kurdske delavske stranke (PKK).Gverilska vojna, v kateri se je bila večina podeželskega prebivalstva prisiljena izseliti, na tisoče kurdskih vasi uničenih, več kot 37 tisoč ljudi ubitih v nasilju, se je pričela umirjati po ujetju vodje PKK Abdullaha Öcalana v letu 1999 in vpeljevanjem večje stopnje tolerance do kurdskih kulturnih dejavnosti pod pritiskom s strani Evropske zveze. Kljub temu ob meji s Sirijo in Irakom še vedno traja politično nasilje s strani turških oblasti, ki se je z vdorom islamskih teroristov, njihovo osvojitvijo ozemelj v Siriji in Iraku ter vzpostavitvijo Islamske države Iraka in Levanta še povečalo.

## Zgodovina

### Antično obdobje
Na ozemlju Kurdistana so v antiki prebivala različna ljudstva. Kraljestvo Corduene, ki se je pojavilo po zatonu Selevkidskega imperija, je ležalo južno in jugovzhodno od jezera Van, med Perzijo in Mezopotamijo, in je vladalo severni Mezopotamiji in jugovzhodni Anatoliji od leta 189 do 384 kot vazal Partskega in Rimskega cesarstva. Na zenitu svoje moči je Rim vladal večjemu delu s Kurdi poseljenega ozemlja, zlasti zahodnemu in severnemu delu na Srednjem vzhodu. Corduene je postal vazalna država Rimske republike leta 66 pred našim štetjem in ostala zaveznik Rimljanov do leta 384 našega štetja. V tem času je večkrat prešla v roke Perzijskemu cesarstvu in nazaj.
Eden najstarejših zapisov dežele Kurdov je bil najden v dokumentu asirskih kristjanov iz pozne antike, ki je opisoval zgodbe asirskih svetnikov na Srednjem vzhodu, kot je bil Abdišo (298-354). Slednji je o svojem poreklu pravil sasanidskemu marzbanu, vojaškemu mejnemu poveljniku, da njegovi starši izhajajo iz asirske vasi Hazza, ki pa so jo morali kasneje zapustiti in se naseliti v Tamanonu, ki je bil po Abdišu v deželi Kurdov. Tamanon leži danes v Turčiji tik ob meji z Irakom, medtem ko Hazza leži 12 km jugozahodno od iraškega Arbila. V drugem delu istega dokumenta se pokrajina ob reki Khabur v severovzhodni Siriji prav tako opredeljuje kot dežela Kurdov.

### Srednjeveško obdobje
V 10. in 11. stoletju je v regiji vzniknilo več kurdskih kneževin: na severu Shaddadid (951–1174; vzhodna Transkavkazija med rekami Kura in Araxes) in Rawadid (955–1221; središče Tabriz, vladal celotnemu Azerbajdžanu), na vzhodu Hasanwayhid (959–1015; Zagros med Šahrizorom in Khuzistanom) in Annazid (990–1116; središče Hulwan), na zahodu Marwanid (990–1096; med Diyarbakırom na severu in zgornjo Mezopotamijo na jugu).
Kurdistan v srednjem veku so sestavljale pol samostojne in neodvisne države, imenovane emirati.Formalno so bile pod posrednim političnim ali verskim vplivom kalifov oz. šahov. Celovita zgodovina teh držav in njihovih odnosov s sosedami je bila podana v besedilu "Šarafnama", ki ga je napisal princ Šaraf al-Din Bitlisi v letu 1597.
Najzgodnejše srednjeveško potrdilo o toponimu Kurdistan je najti v armenskem zgodovinskem besedilu iz 12. stoletja, ki ga je napisal Matteos Urhayeci (†1144), v katerem je bila opisana bitka pri Amidu in Sivereku v letu 1062, ki se je odvijala v Kurdistanu.. Drugi zapis se pojavi v molitvi iz armenskega manuskripta evangelijev, napisanega v letu 1200. Kasnejšo uporabo termina Kurdistan je najti v Nuzhat-al-Qulub Hamdollaha Mostowfija iz leta 1340.